# رینو جنووزه
رینو جنووِزه (ایتالیایی: Rino Genovese؛ ‏ ۱۹ سپتامبر ۱۹۰۵ – ۵ ژوئن ۱۹۶۷) بازیگر اهل ایتالیا بود.
از فیلم‌هایی که وی در آن نقش داشته‌است، می‌توان به گنجینه سان جنارو و کراسلا اشاره کرد.